# Adolfo Baiocchi
Adolfo Baiocchi (Abbadia San Salvatore, 23 dicembre 1895 – ...) è stato un politico italiano.

## Biografia
Iscritto al Partito Nazionale Fascista dalle sue origini, nel novembre 1920 fu fondatore del fascio di Abbadia San Salvatore, suo comune natale dove la famiglia ricopriva importanti incarichi amministrativi, e prese parte alle attività squadriste nel Senese e sull'Amiata. Nel 1924 venne eletto deputato con 12 023 voti alla Camera del Regno d'Italia nella XXVII legislatura. Come il padre Angelo e il fratello Bruno, fu anch'egli sindaco di Abbadia San Salvatore. Nel 1940 venne nominato consigliere nazionale della Camera dei fasci e delle corporazioni nell'ultima legislatura del Regno d'Italia.
Ebbe un figlio, Angelo, che sposò Adria Mussolini, figlia di Vittorio.